# Tabladillo (Guadalajara)
Tabladillo es una localidad española perteneciente al municipio de Pareja, en la provincia de Guadalajara. En 2017 contaba con 6 habitantes.

## Historia
La localidad pertenece al término municipal guadalajareño de Pareja, en la comunidad autónoma de Castilla-La Mancha. Antiguo municipio, hacia 1849 su población ascendía a 112 habitantes. En 2017 contaba con 6 habitantes. Tabladillo aparece descrito en el decimocuarto volumen del Diccionario geográfico-estadístico-histórico de España y sus posesiones de Ultramar de Pascual Madoz de la siguiente manera:

TABLADILLO: l. del ayunt. de Pareja en la prov. de Guadalajara (8 leg.), part. jud. de Sacedon 2), aud. terr. de Madrid (18), c. g. de Castilla la Nueva, dióc. de Cuenca (12): sit. en un alto y combatido principalmente de vientos N. y O.; su clima es frio, y las enfermedades mas comunes, tísis y afectos herpéticos: tiene 38 casas una llamada del Cabildo; escuela de instruccion primaria frecuentada por 8 alumnos, dotada con 30 fan. de trigo; una igl. parr. servida por un cura y un sacristan: confina el térm. con los de Pareja, Corcoles y Casasana: el terreno en lo general es de mediana calidad: caminos: los que dirigen á los pueblos limítrofes, todos de herradura en regular estado: correo: se recibe y despacha ene la estafeta de Sacedon, por el balijero de Pareja. prod.: trigo, cebada, avena, aceite, garbanzos, almortas, y otras legumbres, uvas, y buenos pastos, con los que mantiene ganado lanar, mular y asnal. pobl. 27 vec., 112 alm. cap. prod.: 702,000 rs. imp. 35,100. contr.: 2,028.
(Madoz, 1849, p. 544)